# NGC 3471
NGC 3471 је спирална галаксија у сазвежђу Велики медвед која се налази на NGC листи објеката дубоког неба.
Деклинација објекта је + 61° 31' 49" а ректасцензија 10h 59m 8,8s. Привидна величина (магнитуда) објекта NGC 3471 износи 12,3 а фотографска магнитуда 13,2. Налази се на удаљености од 33,0000 милиона парсека од Сунца. NGC 3471 је још познат и под ознакама UGC 6064, MCG 10-16-39, MK 158, CGCG 291-18, IRAS 10560+6147, PGC 33074.